# Gonoglasa sinuilinea
Gonoglasa sinuilinea là một loài bướm đêm trong họ Noctuidae.